# Reserva india de los zuñis
La Reserva India Zuñi es el territorio de los zuñis. Se localiza en el valle del río Zuñi, entre los condados de McKinley y Cíbola en el occidente de Nuevo México, cerca de 150 millas (241,4 km) al oeste de Albuquerque. Existen otras secciones pequeñas pero no contiguas en el condado de Apache, al noroeste de St. Johns (Arizona). La principal área de la reserva colinda con el estado de Arizona al oeste y la Reserva India Ramah Navajo al este. Otros accidentes limítrofes son los acantilados Pintados, la sierra de Zuñi y el Bosque Nacional de Cíbola. El área total de la reserva es de 1873.45 km². Según el censo de los Estados Unidos del año 2000, la reserva contaba con 7758 habitantes.
El pueblo zuñi también posee territorios en el condado de Catron en Nuevo México y el condado de Apache en Arizona que no colindan con la reserva principal. En la reserva principal se localizan las ruinas de Hawikuh. Se fundó en el siglo XII y fue abandonado en 1680. También fue el primer pueblo visto por los exploradores españoles en la región. El pueblo más grande de la reserva es el Pueblo Zuñi, que ejerce de cabecera del gobierno de la Tribu. Hay un campus de la Universidad de Nuevo México en Zuñi.